# Elloughton-cum-Brough
Elloughton-cum-Brough är ett distrikt (civil parish) i Storbritannien.   Den ligger i kommunen East Riding of Yorkshire och riksdelen England, i den sydöstra delen av landet, 250 km norr om huvudstaden London.